# 胜芳站 (慈江道)
胜芳站（韓語：승방역）是朝鮮民主主義人民共和國慈江道长江郡胜芳劳动者区的一個鐵路車站，属于江界线。

## 邻近车站
江界线
胜芳下里站 - 胜芳站 - 公北站